# Ib Hansen (operasanger)
 Der er flere personer med dette navn, se Ib Hansen.
Ib Hansen (22. december 1928  i Vanløse – 24. februar 2013 i Asserbo) var en dansk operasanger og og kongelig kammersanger.
Før han debuterede som sanger var han vaskebilschauffør. I 1958 debuterede han på Det kongelige Teater i titelpartiet i Gianni Schicchi (Puccini). Både hans sanglige og dramatiske evner kom allerede her til deres ret. Ib Hansens stemme var i starten af karrieren en lys baryton, men udviklede sig med tiden til basbaryton. Ib Hansen var i sin tid en af Danmarks mest skattede sangere og var en af teatrets hovedkræfter frem til sin afsked i 1994.
Gennem sin karriere optrådte han i cirka 50 operapartier, dog med vægten lagt på værker af Puccini,  Mozart og Verdi. Orestes i Iphigenia på Tauris (Gluck), Anckarström i Maskeballet (Verdi), Scarpia i Tosca (Puccini), Henrik og siden Jeronimus i Maskarade (Carl Nielsen), Harlekin i Ariadne på Naxos (Richard Strauss). 
Han har også optrådt i Wagner-operaer, ligesom han har en række pladeindspilninger bag sig – også med danske sange.
I 1966 deltog han i Dansk Melodi Grand Prix med sangen "Lille veninde".
Hansen fik også roller i tre, stilmæssigt forskellige, spillefilm: Kvindelist og kærlighed fra 1960, Olsen-bandens flugt over plankeværket fra 1981 og Epidemic fra 1987. Udover det synger han sangen "farvel lille pige farvel" fra filmen Tre små piger fra 1966.
Ib Hansen fik flere ærestitler: kongelig kammersanger og kommandør af Dannebrogordenen. Han blev 1. september 1953 gift med Lillian Ingrid Perlt (29-10-1931). Ægteskabet blev opløst i 1970. Den 28. februar 1971 blev han gift i Holmens Kirke med kontorassistent Anne-Lise Ingvardsen (16-10-1938). Ib Hansen døde den 24. februar 2013, 84 år gammel.

## Æresbevisninger
- 1974 Kongelig kammersanger
- 1998 Kommandør af Dannebrogordenen 1998.